# Odontofroggatia galili
Odontofroggatia galili är en stekelart som beskrevs av Wiebes 1980. Odontofroggatia galili ingår i släktet Odontofroggatia och familjen fikonsteklar.
Artens utbredningsområde är:
- Bermuda.
- Grekland.
- Papua Nya Guinea.
- Israel.
- Taiwan.
- Tunisien.

Inga underarter finns listade i Catalogue of Life.